# Theridion bomae
Theridion bomae là một loài nhện trong họ Theridiidae.
Loài này thuộc chi Theridion. Theridion bomae được Joachim Schmidt miêu tả năm 1957.